# Treize à la douzaine (roman)
Pour les articles homonymes, voir Treize à la douzaine.
Treize à la douzaine (titre original : Cheaper by the Dozen) est un roman en partie autobiographique américain écrit par Frank B. Gilbreth Jr. (en) et Ernestine Gilbreth Carey (en) et publié en 1948. Le roman raconte l'enfance des auteurs dans une famille de 12 enfants. Succès littéraire, il a rapidement été adapté au cinéma par la Twentieth Century Fox dès 1950. Ce roman jeunesse a eu une suite intitulée Six Filles à marier dans la version française.

## Résumé
Le roman raconte l'histoire d'une famille de douze rouquins : Anne, Mary, Ernestine, Martha, Frank, William, Lillian, Fred, Daniel, John, Robert et Jane, qui habitent une grande maison à Montclair dans le New Jersey depuis de nombreuses années. Les parents Lillian Moller Gilbreth et Frank Bunker Gilbreth, sont ingénieurs de l'étude du temps et du mouvement et de l'efficacité. La maman, Lillian Gilbreth, a été décrite dans les années 1940 comme « un génie de l'art de vivre ».

## Analyse et histoire

### Le titre
Le titre original de ce roman (cheaper by the dozen) vient de l'une des blagues préférées du père de la famille, Frank Sr. : il était fréquent que lorsqu'il conduisait et s'arrêtait à un feu rouge, un piéton demandait : « Hé, monsieur ! Comment se fait-il que vous ayez tant d'enfants ? " Gilbreth faisait semblant de réfléchir attentivement à la question, puis, juste au moment où le feu devenait vert, disait : « Eh bien, ils sont moins chers à la douzaine, vous savez », et partait.

### Semi-autobiographique
Ce roman biographique à succès a été composé par deux des enfants du couple Gilbreth, Franck B. Gilbreth Jr et Ernestine Gilbreth Carey, qui se sont très largement inspirés de leur enfance. Le livre reste un roman, il reflète très souvent des faits qui se sont déroulés dans la famille mais de manière romancée, il n'est donc pas totalement autobiographique.
Dans le roman, le nombre total d'enfants est souvent mentionné comme étant 12. De la plus âgée à la plus jeune, ce sont respectivement Anne, Ernestine (Ern), Martha (Mart), Frank Jr., Bill, Lillian (Lill), Fred, Dan, John (Jack), Bob et Jane. Dans la vraie vie des auteurs, bien que les Gilbreth aient eu 12 enfants qui ont survécu à l'enfance, seuls 11 vivaient en même temps dans l'espace de temps des histoires. Lorsque Mary est décédée de diphtérie à l'âge de cinq ans (ou six ans) en 1912, vers la naissance de Bill, sept de ses frères et sœurs n'étaient pas encore nés, donc il n'y a jamais eu 12 enfants vivants en même temps. Le seul chapitre qui mentionne Mary par son prénom est celui qui raconte les histoires des naissances des enfants ; sinon, elle n'est pas mentionnée et son absence n'est pas expliquée. Ce n'est que lorsque le deuxième tome intitulé Six Filles à marier (en) est publié en 1950 que la mort de Mary est mentionnée dans une note de bas de page. Le livre se termine par la mort subite de Frank Sr, survenue en 1924. À cette époque, l'aînée (Anne) avait 20 ans et la plus jeune (Jane) près de deux ans. Dans le reste du livre, seuls les 11 enfants qui ont vécu jusqu'à l'âge adulte sont mentionnés par leurs prénoms.

### Humour de la rationalité
Le livre est plus écrit comme étant une suite d'histoires, dont beaucoup sont humoristiques, avec assez peu de récit global ou de continuité dans le récit. Relisant le livre en 2003, le critique Jonathan Yardley, lauréat du prix Pulitzer, a écrit dans le Washington Post que 

« c'était un plaisir de rapporter que Treize à la douzaine se lisait toujours bien, et que sa prose ... était sans fioritures et factuelle, et sa structure organisationnelle un peu difficile à détecter, mais ce qui compte le plus, c'est qu'il s'agit d'un portrait de famille touchant qui se trouve aussi être très, très drôle »

 Elles sont plus organisées par thème sautant dans le temps ou avec des détails du timing pas toujours clairs. Par exemple, Bill est mentionné comme ayant six ans au moment de l'histoire dans laquelle il klaxonne pendant que son père est sous le capot pour essayer de réparer le moteur. Cela se serait passé vers 1919, avant la naissance des trois plus jeunes enfants, bien que ce détail ne soit pas mentionné. Une grande partie du côté humoristique de l’œuvre vient de l'utilisation de règlements formels ou de modèles d'efficacité pour adultes adaptés à une vie familiale. La gestion scientifique de la famille participait aussi de ce ressort humoristique comme le fait de filmer les gestes des enfants en train de laver la vaisselle pour évaluer comment éliminer les mouvements inutiles pour s'économiser et finir plus vite leur besogne. Les parents en dessinent même la cuisine idéale permettant la plus complète économie des mouvements.

### Laboratoire de l'éducation et de l'efficacité
La maison de Gilbreth était une sorte de laboratoire du monde réel où les parents testaient leurs idées sur l'éducation et l'efficacité. L'ambiance familiale était complètement régie par une gestion scientifique de la famille comme le racontent les deux auteurs dans le livre :

« Notre maison, dans le New Jersey, était une véritable école de rationalisation scientifique pour l'élimination des mouvements inutiles, ce que papa et maman appelaient l'étude du mouvement. »

Par ailleurs, les auteurs ne renient jamais leur éducation «rationnelle et systématique».

## Adaptations
Le roman qui a immédiatement été un succès a rapidement fait l'objet d'une première adaptation cinématographique dès 1950 réalisée par Walter Lang pour la Twentieth Century Fox. Deux autres adaptations cinématographiques sont sorties en 2003 et en 2005. Aux États-Unis, le roman a aussi été adapté en comédie musicale disponible sur CD et au théâtre.
Les deux adaptations cinématographiques de 2003 et 2005 avec les comédiens Steve Martin et Bonnie Hunt, ne sont pas réellement des adaptations du livre original, dont elles ne conservent que le titre et l'accent mis sur une famille avec 12 enfants. Par contre, il existe dans ceux-ci de nombreuses allusions à l’œuvre originale. Dans l'un de ces deux films, Kate, le personnage principal féminin, a un livre dont la couverture montre le titre comme étant "Cheaper by the dozen", et le nom de jeune fille de l'auteur apparaît sur la couverture comme Gilbreth (comme le roman de 1948). Lors d'une partie d'Apple Schmear[Quoi ?], Nora dit à Hank que son « arrière grand-mère Gilbreth » a inventé le jeu. De plus, Lorraine et Tom se disputent sur le temps qu'elle devrait passer devant le miroir le matin. Il lui accorde quelques minutes supplémentaires, se reconnectant au spécialiste de l'efficacité du temps que le père, Frank Gilbreth, était dans le film de 1950.
Le 6 août 2019, à la suite de l'acquisition de 21st Century Fox par Disney, le PDG de  Disney Bob Iger a annoncé qu'un redémarrage de "Cheaper by the Dozen" est en cours développement et serait présenté en avant-première sur le service de streaming de la société, Disney +. Cette version n'aurait plus grand chose en commun avec le roman original puisqu'elle serait une adaptation de l'adaptation de 2003. Le script a été co-écrit par Kenya Barris et Jenifer Rice-Genzuk Henry,. Les deux rôles principaux seraient tenus par Gabrielle Union et Zach Braff,. Ce nouveau Treize à la douzaine serait centré autour de la mère d'une famille  recomposée et multiraciale.

### Cinéma
- Treize à la douzaine (Cheaper by the Dozen, 1950) film de Walter Lang
- Treize à la douzaine (Cheaper by the Dozen, 2003) film de Shawn Levy
- Treize à la douzaine 2 (Cheaper by the Dozen 2, 2005) film d'Adam Shankman

- Treize à la douzaine, film de Gail Lerner (réalisateur) pour Disney+[15].

### Musique
- Cheaper by the Dozen adapté en comédie musicale, dramatisé par Christopher Sergel avec une partition de David Rogers et Mark Bucci[9].

### Théâtre
- Cheaper by the Dozen adapté au théâtre, dramatisé par Christopher Sergel et dirigé au théâtre Grey Lite Theatre en 1992 par Lori David[16].

### Traductions
Le roman Cheaper by the dozen a été traduit dans une douzaine de langues.
- trad. fr. Jacques-Napoléon Faure-Biguet, Treize à la douzaine, 1949

## Distinctions
- Prix français de l'humour international 1950[18]